# Чушевицьке сільське поселення
Чуше́вицьке сільське поселення (рос. Чушевицкое сельское поселение) — сільське поселення у складі Верховазького району Вологодської області Росії.
Адміністративний центр — село Чушевиці.

## Населення
Населення сільського поселення становить 1803 особи (2019; 2059 у 2010, 2648 у 2002).

## Історія
Станом на 1999 рік існували Верхньотермензька сільська рада (5 населених пунктів) та Чушевицька сільська рада (39 населених пунктів). 2001 року ліквідовано присілки Острівне, Петракеєвська та Пітер Чушевицької сільради.
Станом на 2002 рік існували Верхньотермензька сільрада (присілки Великодворська, Жаворонково, Кочеварський Погост, Матвієвська, Терентьєвська) та Чушевицька сільрада (село Чушевиці, присілки Барабаново, Басайлово, Берег, Версеньєвська, Владикина Гора, Владикино, Дресвянка, Дуброва, Заболотьє, Зуєвські, Кайчиха, Красулино, Кудрино, Лична, Мис, Міхалево, Мосеєво, Нова Деревня, Паріщево, Паюс, Піструха, Піхтеник, Плосково, Підсосеньє, Пукірево, Ростово, Савкино, Спіріно, Толстуха, Ульянково, Фоминогорська, Хорошево, Щокино, Якуніно, селище Каменка).
2006 року сільради перетворено в сільські поселення.
8 квітня 2009 року ліквідовано Верхньотермензьке сільське поселення, його територія увійшла до складу Чушевицького сільського поселення.

## Склад
До складу сільського поселення входять:
| Населений пункт               | Населення, осіб (2002) | Населення, осіб (2010) |
| ----------------------------- | ---------------------- | ---------------------- |
| Барабаново, присілок          | 3                      | 0                      |
| Басайлово, присілок           | 9                      | 3                      |
| Берег, присілок               | 47                     | 43                     |
| Великодворська, присілок      | 91                     | 51                     |
| Версеньєвська, присілок       | 0                      | 0                      |
| Владикина Гора, присілок      | 100                    | 74                     |
| Владикино, присілок           | 0                      | 0                      |
| Дресвянка, присілок           | 4                      | 2                      |
| Дуброва, присілок             | 11                     | 11                     |
| Жаворонково, присілок         | 9                      | 4                      |
| Заболотьє, присілок           | 36                     | 28                     |
| Зуєвські, присілок            | 3                      | 0                      |
| Кайчиха, присілок             | 4                      | 3                      |
| Каменка, селище               | 560                    | 474                    |
| Кочеварський Погост, присілок | 0                      | 1                      |
| Красулино, присілок           | 1                      | 0                      |
| Кудрино, присілок             | 5                      | 2                      |
| Лична, присілок               | 0                      | 0                      |
| Матвієвська, присілок         | 7                      | 3                      |
| Мис, присілок                 | 5                      | 4                      |
| Михальово, присілок           | 0                      | 1                      |
| Мосеєво, присілок             | 10                     | 7                      |
| Нова Деревня, присілок        | 53                     | 39                     |
| Паріщево, присілок            | 1                      | 0                      |
| Паюс, присілок                | 310                    | 259                    |
| Пихтеник, присілок            | 1                      | 0                      |
| Підсосеньє, присілок          | 35                     | 27                     |
| Піструха, присілок            | 4                      | 2                      |
| Плосково, присілок            | 359                    | 258                    |
| Пукірево, присілок            | 20                     | 22                     |
| Ростово, присілок             | 34                     | 18                     |
| Савково, присілок             | 1                      | 0                      |
| Спіріно, присілок             | 29                     | 17                     |
| Терентьєвська, присілок       | 44                     | 31                     |
| Толстуха, присілок            | 3                      | 0                      |
| Ульянково, присілок           | 24                     | 14                     |
| Фоминогорська, присілок       | 24                     | 9                      |
| Хорошево, присілок            | 9                      | 4                      |
| Чушевиці, село                | 735                    | 611                    |
| Щокино, присілок              | 57                     | 37                     |
| Якуніно, присілок             | 0                      | 0                      |